# Lokomotiva 771
Lokomotiva řady 771 je dieselelektrická lokomotiva (dieselová lokomotiva s elektrickým přenosem výkonu) určená pro těžký posun a dopravu těžších nákladních vlaků. Vyráběly ji v letech 1968–1972 Strojárske a metalurgicke závody Dubnica nad Váhom (SMZ) jako zdokonalenou verzi starších strojů řady 770.

## Vznik a výroba
Zdokonalení spočívalo v dosazení tzv. vyrovnávače nápravových tlaků. Každý z podvozků byl opatřen vahadly s pneumatickými válci. Zařízení mělo potlačit odlehčení prvé nápravy podvozku ve směru jízdy vlivem klopného momentu při rozjezdu lokomotivy a tím zlepšit adhezi. Ovládáno bylo v automatickém režimu, nebo ruční volbou - dvěma prosvětlenými tlačítky u řídícího pultu. V praxi se jeho funkce příliš nevyužívala, protože vliv na adhezní vlastnosti lokomotivy byl minimální. Stejně jako v případě výchozí řady 770, i tato řada byla vyráběna v Dubnici podle dokumentace ČKD. Lokomotivy z Dubnice se od starších strojů z ČKD liší výškou střechy kabiny, která je o něco vyšší než kapoty.
Pro ČSD bylo dodáno 195 strojů s normálním rozchodem 1435 mm, dalších 12 strojů pak pro široký rozchod 1520 mm. Ty byly určeny pro východoslovenská překladiště (Čierna nad Tisou a Maťovce), kde obvykle pracují ve dvojicích pro zvýšení tažné síly (hmotnost souprav zde dosahuje až 4 000 tun). Dalších 16 lokomotiv obdržel tuzemský průmysl; unikátem se stal stroj T 669.2001 (později přeznačen na T 669.2501) s motorem nastaveným na výkon 1 103 kW (jako u řady 751). Místo plánovaného využití u ČSD však nakonec skončil v NHKG Ostrava, kde je mu byl později výkon snížen na hodnotu 993 kW shodnou s ostatními a pod označením 771.701 zde zůstává v provozu.

## Provoz
Po svém dodání se řada 771 začlenila po bok starší řady 770 a byla často nasazována společně s ní. Ve mnoha depech byly dislokovány lokomotivy obou řad, nebyl proto problém je vzájemně zaměňovat.
Při pozdějším vyřazování nadbytečných šestinápravových lokomotiv (navíc podporované snahou o likvidaci lokomotiv s třínápravovými podvozky, více poškozujícími železniční svršek), které začalo v 90. letech, byly přednostně odstavovány stroje řady 770 a novějšího typu 771 se rušení v takové míře nedotklo. Většina lokomotiv byla v Česku odstavena do roku 2010 a dnes[kdy?] zůstávají v provozu pouze dva stroje v majetku ČD Cargo 771.182 a 771.099 deponované v SOKV České Budějovice a Ostrava. Jejich hlavním posláním je stále těžký posun a přetahy souprav mezi nákladovými nádražími, kde by je dokázala nahradit pouze dvojice čtyřnápravových strojů s vyšší spotřebou. Jediný stroj této řady, na němž je namontována EDB (od roku 1999), je 771.182, domovem v Českých Budějovicích. České dráhy nasazovaly podle potřeby sporadicky poslední lokomotivu 771.172 v České Třebové a nyní[kdy?] už je muzejním strojem v Olomouci.[zdroj?]

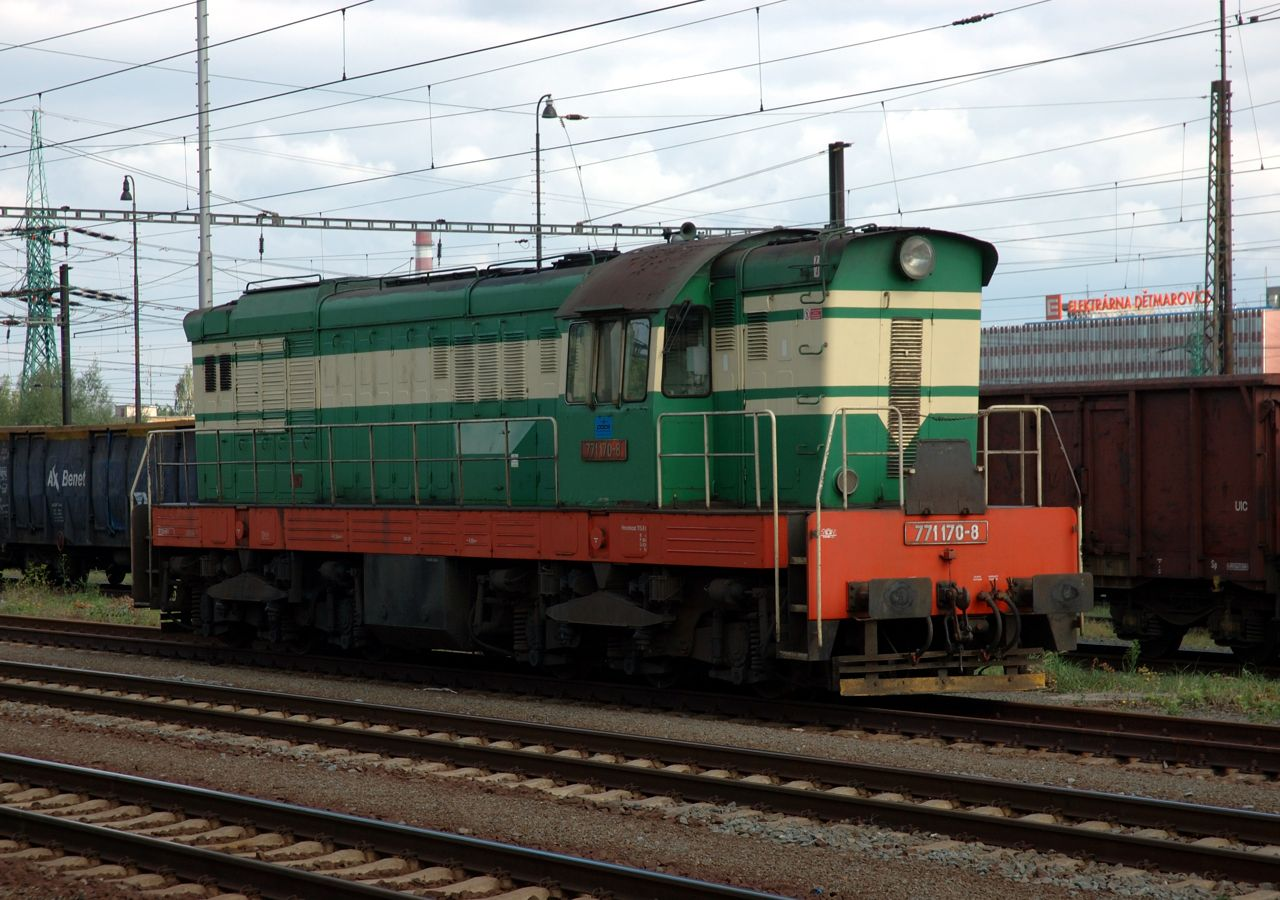
Lokomotiva 771.170 dopravce ODOS

Na Slovensku je situace odlišná - stroje v majetku ZSSK Cargo jsou stále v provozu v počtu několika desítkách kusů, a to i na širokém rozchodu. Slouží především na staničních zálohách a v dopravě nákladních vlaků na méně vytížených tratích (např. Žilina – Rajec). Širokorozchodné stroje zabezpečují posun s těžkými soupravami na překladištích, vzácně se vyskytnou i na manipulačním vlaku do Vojan či Trebišova. Část práce za ně převzaly rekonstruované lokomotivy řady 773, vzniklé přestavbou právě z řady 771. Celkem deset lokomotiv bylo modernizováno v letech 1998–2002 a původně sloužily na normálním rozchodu v okolí Zvolena na středním Slovensku; později byly všechny stroje převázány na rozchod 1 520 mm a jsou provozovány v Čierné nad Tisou.[zdroj?]

## Historické lokomotivy
- 771.052 – Železničná spoločnosť Slovensko, ve sbírce Múzejno - dokumentačného centra[zdroj⁠?!]
- 771.069 – Národní technické muzeum, depozitář Chomutov
- 771.172 - CHV Lužná u Rakovníka - deponováno Česká Třebová
- 771.701 – Jiří Kotas (KPKV Brno)[1]